# 全日本カート選手権
全日本カート選手権（ぜんにほんカートせんしゅけん）は、レーシングカートを使った国内カートレースの最高峰シリーズ。
国際カートレースやフォーミュラなどの自動車レースに直結する、国内カートレースの最高峰である。

## 概要
ライセンス種別やドライバーの実績に応じたOK部門、FS-125部門、FP-3部門と、電動モーターを搭載した車両によるEV部門の4つの部門が開催されている。

### OK部門
OK部門は最上位として全国のJAF公認カートコースを転戦するシリーズ戦として開催されている。

### フォーミュラスーパー125部門
2023年より、CIK部門とJAF部門に細分された。東西で地域区分されていたが2023年から設けられない。
出場資格:国内A以上または国際Fライセンス所持者。

### フォーミュラピストン3部門
FS-125部門同様、2023年から地域区分は設けられない。
出場資格:国内A以上または国際Fライセンス所持者。2023年より、国際Ｇライセンス所持者も出場できるようになった。

### EV部門
2022年に新設された。

### 得点
各部門毎に以下の通り得点が与えられる。

#### 得点対象
| 出場台数 | 得点対象順位 |          | 出場台数 | 得点対象順位 |
| -------- | ------------ | -------- | -------- | ------------ |
| 40台以上 | 20位まで     |          | 22～23台 | 11位まで     |
| 38～39台 | 19位まで     | 20～21台 | 10位まで |              |
| 36～37台 | 18位まで     | 18～19台 | 9位まで  |              |
| 34～35台 | 17位まで     | 16～17台 | 8位まで  |              |
| 32～33台 | 16位まで     | 14～15台 | 7位まで  |              |
| 30～31台 | 15位まで     | 12～13台 | 6位まで  |              |
| 28～29台 | 14位まで     | 10～11台 | 5位まで  |              |
| 26～27台 | 13位まで     | 8～9台   | 4位まで  |              |
| 24～25台 | 12位まで     | 5～7台   | 3位まで  |              |

#### 決勝結果に付す得点
| 順位 | １ | ２ | ３ | ４ | ５ | ６ | ７ | ８ | ９ | 10 | 11 | 12 | 13 | 14 | 15 | 16 | 17 | 18 | 19 | 20 |
| 得点 | 25 | 22 | 20 | 18 | 16 | 15 | 14 | 13 | 12 | 11 | 10 | ９ | ８ | ７ | ６ | ５ | ４ | ３ | ２ | １ |

#### 予選結果成績に付す得点
| 順位 | １ | ２ | ３ | ４ | ５ | ６ | ７ | ８ | ９ | 10 |
| 得点 | 10 | ９ | ８ | ７ | ６ | ５ | ４ | ３ | ２ | １ |

## 歴代優勝者

### OK部門
2024年酒井 涼
2023年藤井 翔大
2022年小田 優

### EV部門
2024年小高 一斗
2023年翁長 実希
2022年梅垣 清

### FS-125部門
2024年 酒井 龍太郎
2023年鈴木 恵武・佐藤 佑月樹
2022年大村 大輝・百瀬 翔

### FS-3部門
2024年寺島 知毅・ミハエル=ベッケンバウアー
2023年酒井 龍太郎
2022年春日 龍之介・市木 哲太